# Escout
 Escout    es una población y comuna francesa, en la región de Aquitania, departamento de Pirineos Atlánticos, en el distrito de Oloron-Sainte-Marie y cantón de Oloron-Sainte-Marie-Est.

## Demografía
| 585 | 437 | 477 | 456 | 534 | 543 | 538 | 522 | 504 | 506 | 508 | 425 | 403 | 418 | 418 | 409 | 389 | 380 | 354 | 365 | 314 | 322 | 284 | 282 | 260 | 248 | 267 | 300 | 314 | 374 | 409 | 394 | 392 |
| Para los censos de 1962 a 1999 la población legal corresponde a la población sin duplicidades (Fuente: INSEE [Consultar]) |     |     |     |     |     |     |     |     |     |     |     |     |     |     |     |     |     |     |     |     |     |     |     |     |     |     |     |     |     |     |     |     |

## Economía
La principal actividad es la agrícola (ganadería, policultivo y pastos).

## Hermanamientos
- Biscarrués, España.[3]